# Upplands runinskrifter 471
Upplands runinskrifter 471 är en runsten vid Sankta Birgittakyrkan i Knivsta socken i Uppland.

## Inskriften
Translitterering av runraden:
× fulyki × auk × ulfr × auk × akiʀ × litu × raisa × stain × eftiʀ × anut × faþur × sin × kuþ × hialbi × ant × hans ×
Normalisering till runsvenska:
Fullugi ok Ulfʀ ok Agæiʀʀ(?) letu ræisa stæin æftiʀ Anund, faður sinn. Guð hialpi and hans.
Översättning till nusvenska:
Fulluge och Ulv och Åger lät resa stenen efter Anund, sin fader. Gud hjälpe hans ande. 
Mansnamnet akiʀ finns på U 817 och ekiʀ U 479 och kvinnoform aker på U 817. Namnet Fullugi finns även på runstenen Sö 228.